# Stormbringer (espada)
Stormbringer (en inglés «Portadora de Tormentas», o también «La Tormentosa») es el nombre de la infame espada negra que aparece en numerosas historias escritas por el autor Michael Moorcock dentro de los estilos de literatura conocidos como fantasía heroica y espada y brujería . 

## Historia
Creada por las fuerzas del Caos, es descrita como una enorme espada negra cubierta con runas extrañas talladas profundamente en su hoja. Es esgrimida por el emperador albino Elric de Melniboné.
Esta poderosa arma encantada forma parte de una raza de demonios que toman la forma de una espada, y como tal es una fuerza de caos y maldad. El filo de Stormbringer posee tal poder que es capaz de atravesar virtualmente cualquier material que no esté protegido por algún hechizo igual de poderoso. Huelga decir que puede matar a cualquier humano desprotegido de un solo golpe. Sus características más distintivas son la conciencia que tiene de su propio ser, además de poseer una mente y voluntad propias, y que se alimenta de las almas de aquellos a quienes mata. Elric odia la espada pero está casi indefenso sin la fuerza y la vitalidad que esta le confiere.

## Posesión y manipulación
El hambre de Stormbringer por las almas es tal que frecuentemente traiciona a Elric creándole en su mente un deseo frenético de matar obligándolo a asesinar a amigos y seres queridos. La naturaleza maldita de la espada acrecienta el sentido de culpabilidad de Elric y el odio hacia sí mismo aun cuando siente placer en los momentos en que las fuerzas vitales usurpadas entran en su cuerpo.

## Mournblade
Stormbringer tiene una espada «hermana» denominada Mournblade («Hoja de la lamentación») o también «La Enlutada», que es esgrimida por Yyrkoon, primo y enemigo de Elric. Más tarde es esgrimida por Dyvim Slorm, también primo de Elric, aunque no tan poderoso y con mucho menos protagonismo que otros personaje. Es idéntica a Stormbringer en la mayoría de sus características. Ulteriores historias revelan que existen miles de demonios idénticos, todos tomando la forma de espadas. Tres de tales hojas hermanas aparecen en The Revenge of the Rose («La Venganza de la Rosa») y muchas más aparecen en la novela Stormbringer (1965), pero solo a Mournblade y Stormbringer se les llama por su nombre.
En Elric de Melniboné (1972), Elric y su primo Yyrkoon encuentran las espadas rúnicas en el Reino del Limbo y emprenden una batalla. Elric y Stormbringer desarman a Yyrkoon, y Mournblade desaparece. Yyrkoon es finalmente derrotado, y Elric y su primo regresan a Imrryr.
En The Weird of the White Wolf (1977), Elric regresa a Imrryr después de un largo viaje y confronta a Yyrkoon quien usurpó el trono en su ausencia. Yyrkoon ha recobrado de manera desconocida a Mournblade y la utiliza para atacar. Elric y Stormbringer terminan por matar a Yyrkoon y jamás se vuelve a hacer mención de Mournblade. Todo Imrryr es destruida por fuerzas invasoras, por lo que parece ser que Mournblade comparte el fatal destino de la ciudad.
Stormbringer finalmente mata a Elric, se transforma en un demonio humanoide, y salta hacia el cielo riéndose, listo para corromper al mundo recién reconstruido otra vez.